# 约纳坦·普达斯
约纳坦·普达斯（芬蘭語：Jonathan Pudas，1993年4月26日—），瑞典男子冰球运动员，场上位置是后卫。他曾代表瑞典国家队参加2022年冬季奥林匹克运动会冰球比赛，获得第4名。